# Сицзянь Цзытань
Сицзянь Цзытань (西礀 子曇; 西 子曇 Сэйкан Сидон, Судон; кит. трад. 西澗子曇, упр. 西涧子昙, пиньинь Хījiàn Zǐtán; 1249—1306) — китайский буддийский монах в Японии, участник подъёма дзэн-буддизма в период Камакура, родом из Тайчжоу в Чжэцзяне.
Впервые посетил Японию в 1271 году, затем вернулся. В 1299 он вновь отправился в Японию вместе с Ишанем, добился признания Ходзё Садатоки, и поступил в монастырь Энгаку-дзи.
Сохранилась его каллиграфия, которая является важным памятником эпохи — надписи на изображениях архатов. К числу памятников национального наследия Японии принадлежит каллиграфическая надпись на воротах в монастыре Энгаку-дзи, ранее приписывавшаяся императору Японии, но согласно последним предположениям также принадлежащая Сицзяню.